# Амі-Катерін де Барі
Амі-Катерін де Барі (29 січня 1944) — швейцарська вершниця.
Срібна призерка Олімпійських Ігор 1984 року в командній виїздці.
Срібна призерка Чемпіонату Європи з виїздки 1981 року в командній виїздці, бронзова призерка 1979 (командна виїздка), 1983 (командна виїздка) років.